# Zu & Co. Tour
Lo Zu & Co. Tour è la decima tournée di Zucchero Fornaciari, collegata all'album Zu & Co. del 2004.

## Il tour
Presentata insieme all'album il 6 maggio 2004 alla Royal Albert Hall di Londra, la tournée è iniziata il 7 luglio 2004 a Salamanca e terminata il 12 marzo 2005 a Tolosa. 
Per presentare un lavoro così importante, Zucchero scelse, appunto, di tenere un concerto-evento alla Royal Albert Hall il 6 maggio 2004 al quale parteciparono quasi tutti gli artisti dell'album, tra cui Eric Clapton, Brian May, Ronan Keating, Luciano Pavarotti, Fehr dei Maná, Solomon Burke, Cheb Mami, Mousse T., Dolores O'Riordan, Tina Arena e la figlia Irene Fornaciari (che sostituisce Macy Gray in Like the sun), oltre che alle storica corista Lisa Hunt e Elaine Jackson. Il concerto venne trasmesso in differita su Rai 2 e pubblicato in DVD nel settembre del 2004. Parte dell'incasso fu devoluto a The United Nations UNHCR Refugee Fund .

## Le tappe

### 2004
- 6 maggio:  Regno Unito, Londra - Royal Albert Hall  (data-0 con vari special guests)
- 7 luglio:  Spagna, Salamanca - Palacio de Congresos
- 8 luglio:  Spagna, Madrid - Patio de Conde Duque
- 10 luglio:  Paesi Bassi, Weert - Bospos Festival
- 13 luglio:  Slovenia, Lubiana, Krizanka
- 14 luglio:  Austria, Linz - Clam Castle
- 15 luglio:  Austria, Wiesen - Festival
- 16 luglio:  Germania, Amburgo - Stadtpark
- 18 luglio:  Germania, Bonn - Museum
- 20 luglio:  Germania, Singen - Hohentwiel Festival
- 22 luglio:  Italia, Modena - Music Village Blues Night (ospite Macy Gray)
- 23 luglio:  Svizzera, Lucerna - Blue Balls Festival
- 24 luglio:  Svizzera, Lucerna - Blue Balls Festival
- 25 luglio:  Germania, Emmendingen, Schlosspark
- 27 luglio:  Francia, Nizza - Nice Jazz Festival (ospite Solomon Burke)
- 29 luglio:  Austria, Salisburgo - Salzburgarena
- 30 luglio:  Austria, Imst - City Square
- 1º agosto:  Belgio, Tienen - Sulkerrock Festival

Come ospite al Night of the Proms:
- 12 novembre:  Belgio, Anversa
- 13 novembre:  Belgio, Anversa

### 2005
Come ospite al Night of the Proms:
- 25 febbraio:  Belgio, Charleroi
- 26 febbraio:  Belgio, Charleroi
- 2 marzo:  Francia, Rouen
- 3 marzo:  Francia, Lilla
- 4 marzo:  Francia, Parigi
- 5 marzo:  Francia, Amnéville
- 6 marzo:  Francia, Lione
- 8 marzo:  Francia, Clermont-Ferrand
- 9 marzo:  Francia, Nizza
- 10 marzo:  Francia, Marsiglia
- 11 marzo:  Francia, Tolone
- 12 marzo:  Francia, Tolosa